# 舒元璋
舒元璋（—1936年），又名舒斯笏，字载之，安徽省黟縣九都舒村（屏山村）人，清朝政治人物、進士出身。

## 生平
光緒三十年（1904年），會試第140名；殿試登進士二甲79名，授兵部主事。1922年冬告老还乡。1936年病逝。

## 著作
- 《黟县四志》

## 家庭
- 长子舒子胄
- 次子舒子拔
- 三子舒子倬
- 孙女舒绣文